# Liste der Kulturdenkmäler in Kruchten
In der Liste der Kulturdenkmäler in Kruchten sind alle Kulturdenkmäler der rheinland-pfälzischen Ortsgemeinde Kruchten aufgeführt. Grundlage ist die Denkmalliste des Landes Rheinland-Pfalz (Stand: 27. Juni 2022).

## Einzeldenkmäler
| Bezeichnung                         | Lage                  | Baujahr                | Beschreibung | Bild                           |
| ----------------------------------- | --------------------- | ---------------------- | --- | ------------------------------ |
| Katholische Pfarrkirche St. Maximin | Maximinstraße 19 Lage | 1852                   | mittelalterlicher Westturm, romanisierender Saalbau, 1852, Architekt wohl Kreisbaumeister Wolff, nach 1945 teilweise überformt | weitere Bilder Fotos hochladen |
| Wohnhaus                            | Maximinstraße 45 Lage | spätes 18. Jahrhundert | barockes Wohnhaus, spätes 18. Jahrhundert, dreiachsiges Backhaus mit Altenteil jünger                                          | BW                             |